# Takimi Wakayama
Takimi Wakayama (若山滝美?, Wakayama Takimi; Hiroshima, 30 marzo 1914 – settembre 1941) è stato un pallanuotista giapponese.
È stato un membro del Giappone che ha partecipato alle Olimpiadi di Berlino 1936.
Arruolato per combattere nella seconda guerra sino-giapponese, morì di febbre tifoide in prima linea nel 1941.